# Кнут Брюнільдсен
Кнут Брюнільдсен (норв. Knut Brynildsen, 23 липня 1917, Фредрікстад — 15 січня 1986) — норвезький футболіст, що грав на позиції нападника за клуб «Фредрікстад», а також національну збірну Норвегії.
Триразовий чемпіон Норвегії. Чотириразовий володар Кубка Норвегії. 

## Клубна кар'єра
У футболі дебютував 1935 року виступами за команду «Фредрікстад», кольори якої захищав протягом 14 років. 
В 1949 році перейшов в команду «Відар», за яку відіграв один рік.
Сезон 1950/51 провів у Франції, захищаючи кольори команд «Сошо» і «Руан», після чого завершив кар'єру гравця.
| Дата       | Місто             | Господарі | Результат | Гості    | Турнір                        | Голи | Примітки |
| ---------- | ----------------- | --------- | --------- | -------- | ----------------------------- | ---- | -------- |
| 03.11.1935 | Цюріх             | Швейцарія | 2 – 0     | Норвегія | товариський матч              | -    |          |
| 05.06.1938 | Марсель           | Італія    | 2 – 1     | Норвегія | ЧС 1938                       | -    |          |
| 04.09.1938 | Осло              | Норвегія  | 2 – 1     | Швеція   | товариський матч              | 1    | 62'      |
| 18.09.1938 | Осло              | Норвегія  | 1 – 1     | Данія    | Чемпіонат П. Європи 1937—1947 | -    |          |
| 02.10.1938 | Сольна            | Швеція    | 2 – 3     | Норвегія | Чемпіонат П. Європи 1937—1947 | 1    | 18'      |
| 09.11.1938 | Ньюкасл-апон-Тайн | Англія    | 4 – 0     | Норвегія | товариський матч              | -    |          |
| 22.10.1939 | Копенгаген        | Данія     | 4 – 1     | Норвегія | Чемпіонат П. Європи 1937—1947 | 1    | 33'      |
| 26.08.1945 | Копенгаген        | Данія     | 4 – 2     | Норвегія | товариський матч              | -    |          |
| 09.09.1945 | Осло              | Норвегія  | 1 – 5     | Данія    | товариський матч              | 1    | 46'      |
| 21.10.1945 | Сольна            | Швеція    | 10 – 0    | Норвегія | товариський матч              | -    |          |
| 20.10.1946 | Копенгаген        | Данія     | 7 – 1     | Норвегія | товариський матч              | 1    | 42'      |
| 11.06.1947 | Осло              | Норвегія  | 3 – 1     | Польща   | товариський матч              | 2    | 48' 63'  |
| 26.06.1947 | Гельсінкі         | Фінляндія | 1 – 2     | Норвегія | товариський матч              | -    |          |
| 28.06.1947 | Гельсінкі         | Норвегія  | 1 – 5     | Швеція   | товариський матч              | 1    | 17'      |
| 24.07.1947 | Рейк'явік         | Ісландія  | 2 – 4     | Норвегія | товариський матч              | 1    | 6'       |
| 07.09.1947 | Гельсінкі         | Фінляндія | 3 – 3     | Норвегія | товариський матч              | 1    | 88'      |
| 05.10.1947 | Сольна            | Швеція    | 4 – 1     | Норвегія | товариський матч              | -    |          |
| 06.08.1948 | Осло              | Норвегія  | 11 – 0    | США      | товариський матч              | -    |          |
| Усього     |                   | Матчів    | 18        |          | Голів                         | 10   |          |

Помер 15 січня 1986 року на 69-му році життя.

## Титули і досягнення
- Чемпіон Норвегії (3):

«Фредрікстад»: 1937-1938, 1938-1939, 1948-1949
- Володар Кубка Норвегії (4):

«Фредрікстад»: 1935, 1936, 1938, 1940